# جوردن هيل (لاعب كرة قدم أمريكية)
جوردن هيل (بالإنجليزية: Jordan Hill)‏ هو لاعب كرة قدم أمريكية أمريكي، ولد في 8 فبراير 1991 في هاريسبرج في الولايات المتحدة.

## وصلات خارجية
- جوردن هيل على موقع مرجع كرة القدم المحترفة.كوم (الإنجليزية)